# Great Star of Africa

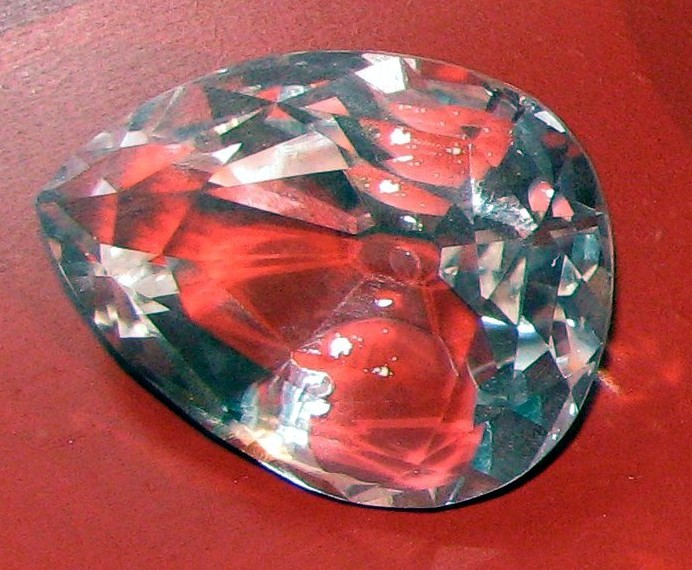

The Great Star of Africa (även kallad "Cullinan I") är världens näst största diamant på 530,2  carat (106,04 g). Den är en av nio diamanter som bildades när man sönderdelade den 3 106,75 carat (621,35 g) tunga Cullinandiamanten.